# Grzegorz Cwajg
Grzegorz Cwajg – polski aktor teatralny żydowskiego pochodzenia, wieloletni aktor Teatru Żydowskiego w Łodzi, Dolnośląskiego Teatru Żydowskiego we Wrocławiu i Teatru Żydowskiego w Warszawie.

## Kariera
Teatr Żydowski w Warszawie
- 1957: Dybuk

Dolnośląski Teatr Żydowski we Wrocławiu
- 1955: Młyn
- 1953: Meir Ezofowicz

Teatr Żydowski w Łodzi
- 1952: Dom w getcie
- 1952: Glikl Hameln żąda...
- 1951: 200.000
- 1949: Mój syn